# Dżazirat Szaruna
Dżazirat Szaruna – miejscowość w Egipcie, w muhafazie Al-Minja. W 2006 roku liczyła 19 625 mieszkańców.